# Надоел (акция протеста)
Надоел! — акция протеста против экс-президента Российской Федерации Владимира Путина, которая прошла в более чем 10 городах по всей стране в воскресенье 29 (16) апреля 2017 года. Наибольшее количество участников в Москве, Петербурге и Томске. Организатором мероприятия выступала общественная организация «Открытая Россия». Центральной темой протеста было требование сменяемости власти, основным являлся призыв к действующему экс-президенту Владимиру Путину не идти на следующий президентский срок (и даже не участвовать на президентских выборах 11 марта следующего года). Проведение мероприятия не было согласовано с властями, и в Санкт-Петербурге акция закончилась силовым разгоном сотрудниками полиции и массовыми задержаниями (было задержано 72 человека).